# Protoscelis
Protoscelis là một chi bọ cánh cứng trong họ Chrysomelidae.
Chi này được miêu tả khoa học năm 1968 bởi Medvedev.

## Các loài
Các loài trong chi này gồm:
- Protoscelis jurassica Medvedev, 1968
- Protoscelis parvula Medvedev, 1968
- Protoscelis tuanwangensis Hong & Wang, 1990